# Flevum
Ne doit pas être confondu avec Flavum.
 (septembre 2012).
Si vous disposez d'ouvrages ou d'articles de référence ou si vous connaissez des sites web de qualité traitant du thème abordé ici, merci de compléter l'article en donnant les références utiles à sa vérifiabilité et en les liant à la section « Notes et références ».

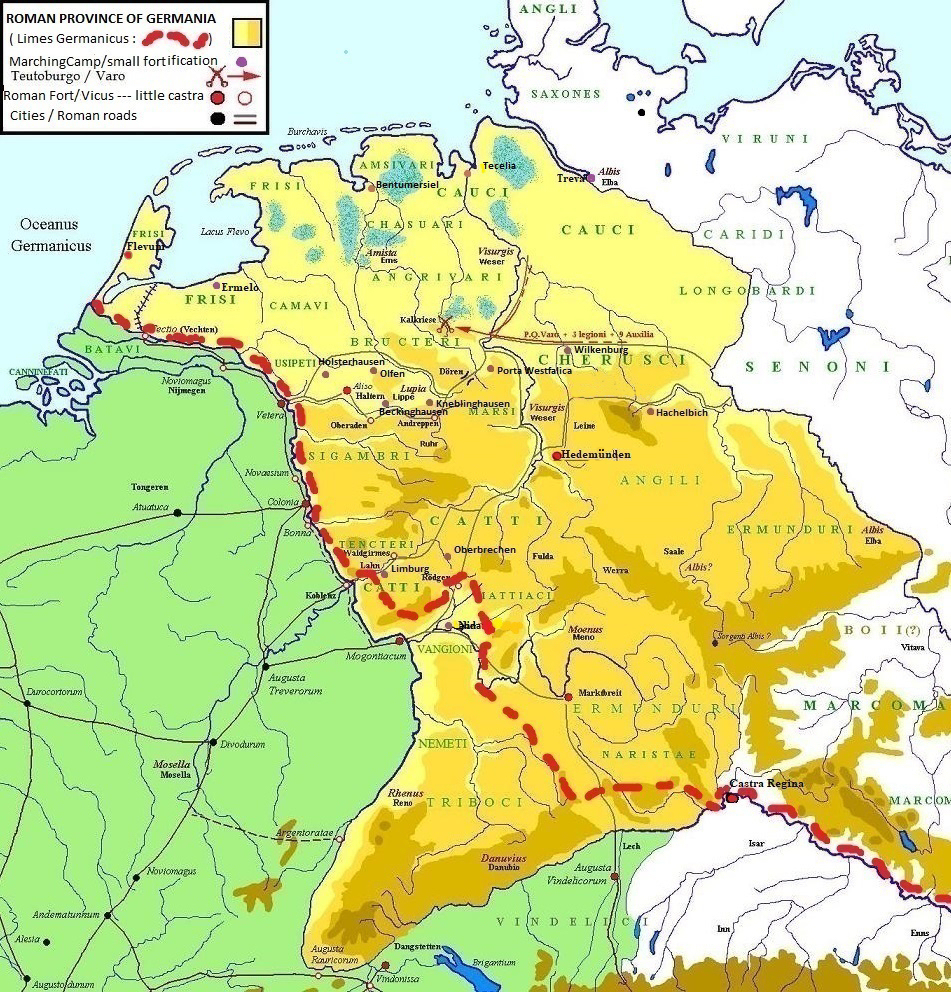
Localisation du castrum/port de Flevum au nord-ouest de la Germanie inférieure, près de Fectio

Flevum I et II , correspondant peut-être à l'actuel Velsen aux Pays-Bas, est une base navale romaine et un castellum au nord des Limes du Vieux Rhin sur la mer du Nord, dans le pays du peuple des Frisons, c'est-à-dire au-delà du Limes du Vieux Rhin de la province romaine de Germanie inférieure.
Son emplacement exact a longtemps fait l'objet de spéculations. Dans les années quatre-vingt du XXe siècle, une forteresse romaine a été fouillée près de Velsen, qui, selon les découvertes de pièces de monnaie et la datation au radiocarbone, avait été détruite en l'an 28. Il est généralement admis qu'il s'agissait du Castellum Flevum.
Ptolémée (sous le nom de Phleum) et Tacite signalent ce castellum sans en préciser l'emplacement exact.
Fondée vers 14-16 apr. J.-C. de par l'évidence des découvertes numismatiques, ce qui suggère que cette base navale fut équipée pour supporter les offensives du général Germanicus en 9, qui va faire plusieurs raids après la bataille de Teutoburg.
Flevum se trouve à l'embouchure de l'Oer-IJ sur la mer du Nord, exutoire du lac Flevo, alors la mer intérieure de Hollande.
Le castellum a joué un rôle important dans le soulèvement des Frisons en 28.
Après un début modeste sur 1 hectare, Flevum devient une base d'une taille plus vaste, avec un port sur la rivière et quatre jetées.
Le port est abandonné vers 47, à la suite de l'ensablement de la rivière.